# Hyperacrius fertilis
Hyperacrius fertilis е вид бозайник от семейство Хомякови (Cricetidae). Видът е световно застрашен, със статут Уязвим.

## Разпространение
Разпространен е в Индия и Пакистан.